# Abrígate
Abrígate es una película española-argentina que se filmó durante 2006 en España. Se trata de una comedia romántica, protagonizada por Manuela Pal y Félix Gómez. La película cuenta con la dirección de Ramón Costafreda y con el guion de  Fernando Castets.

## Sinopsis
Valeria (Manuela Pal) decide mudarse de Buenos Aires -su ciudad natal- a Betanzos, un pueblo de La Coruña, España, del que procede su familia. Vale tiene 25 años, es una chica excéntrica, divertida y soñadora que se encuentra en la encrucijada sentimental más surrealista de su vida: tras la repentina muerte de su amante Yves de mucha más edad que ella, se enamora de Marcelo (Félix Gómez), el hijo del difunto. Su amiga Adela (María Bouzas), dueña de la peluquería donde ambas trabajan, la ayuda a despejar la incógnita. Y mientras tanto disfrutan con sus vecinos de las pequeñas alegrías, se ríen de las penas y fantasean con tener una vida diferente.

## Reparto

### Personejes principales
- Manuela Pal ... Valeria
- Félix Gómez ... Marcelo
- María Bouzas ... Adela

### Personajes secundarios
- Celso Bugallo ... Coco
- Amalia Gómez ... Leonor
- Pablo Tamayo ... Telmo
- Cristina Ramallal ... Montse
- María Salgueiro ... Irene
- Álex Neira ... Gabriel
- Isabel Naveira ... María